# Monique Rifflet-Knauer
Monique Rifflet-Knauer geboren als Monique Knauer (Brussel, 30 januari 1923 - 10 augustus 2012) was een Belgisch senator.

## Levensloop
Rifflet-Knauer werd beroepshalve lerares geschiedenis aan het Atheneum van Ukkel. Ook schreef ze artikels in het tijdschrift Cahiers socialistes, voornamelijk over problemen bij vrouwen en abortus. In 1957 werd ze lid van Droit Humain, de enige toen bestaande vrijmetselaarsloge waar zowel mannen als vrouwen toegelaten waren. In december 1962 stichtte ze in Sint-Joost-ten-Node La Famille Heureuse, het eerste Franstalige centrum voor gezinsplanning.
Rifflet-Knauer was van 1968 tot 1972 eveneens kabinetsmedewerker van minister van Gezin Gustaaf Breyne. Ze werd politiek actief voor de PSB en werd voor deze partij van 1977 tot 1994 gemeenteraadslid van Ukkel. Ook was ze van 1978 tot 1985 lid van de administratieraad van RTBF.
Van 1985 tot 1987 zetelde ze eveneens in de Belgische Senaat als provinciaal senator voor de provincie Brabant.

## Bron
- Van Rokeghem, S., Vercheval-Vervoort, J., Des femmes dans l'histoire en Belgique, depuis 1830, Éditions Luc Pire, 2006.